# Casinaria vitilevensis
Casinaria vitilevensis är en stekelart som beskrevs av Kusigemati 1985. Casinaria vitilevensis ingår i släktet Casinaria och familjen brokparasitsteklar. Inga underarter finns listade.